# Nuaillé-sur-Boutonne
Nuaillé-sur-Boutonne é uma comuna francesa na região administrativa da Nova Aquitânia, no departamento de Charente-Maritime. Estende-se por uma área de 10,48 km². Em 2010 a comuna tinha 199 habitantes (densidade: 19 hab./km²).